# Politique étrangère du Saint-Siège
 (mai 2013).
- Si vous ne connaissez pas le sujet, laissez ce bandeau (vous pouvez alors contacter les auteurs).
- Si vous supprimez le contenu mis en cause (vous pouvez préalablement contacter les auteurs),

argumentez précisément cette suppression dans la page de discussion
(un manque de référence n'est pas un argument ; une recherche réelle de référence doit avoir été effectuée, être formellement documentée).

Drapeau de la cité du Vatican.

La politique étrangère du Saint-Siège est l'activité d'établissements d'une diplomatie internationale de l'Église catholique romaine.

## Contexte historique
Avant la Réforme et le siècle des Lumières, la papauté a exercé à plusieurs reprises des fonctions d’arbitre entre les souverains chrétiens européens. La diplomatie du Saint-Siège trouva sa première expression formelle véritable vers la fin du XIe siècle quand le pape commença à envoyer des légats vers les différents royaumes de la chrétienté. Il s’agissait de permettre au clergé résident d’avoir une plus grande marge de manœuvre à l’égard des autorités civiles locales.
À partir du XVIe siècle la papauté s’adapte à l’émergence de l’État-nation : les premières nonciatures apparaissent, avec à leur tête un archevêque venant de Rome. Fragilisée par la Réforme et le développement de la philosophie des Lumières, l’autorité du Saint-Siège est contestée, mais celui-ci reste toujours présent sur la scène internationale. La légitimité de la diplomatie pontificale dans la sphère internationale est ensuite entérinée à plusieurs reprises par des traités de référence (le congrès de Vienne en 1815 et la conférence de Vienne de 1961 codifiant le droit diplomatique).
Son rôle d’acteur international est aujourd’hui pleinement reconnu depuis les accords de Latran : on attribue au Saint-Siège un statut égal à celui des autres États, même s’il n’est dans les faits qu’un gouvernement. C’est, à l’heure actuelle, la seule autorité religieuse disposant d’un tel statut en droit international public.

## Organisation

### Le Vatican et le Saint-Siège
Il est nécessaire d'établir une distinction essentielle entre l’État du Vatican et le Saint-Siège :
- Le Saint-Siège est la souveraineté abstraite du pape sur les catholiques, estimés à 1 400 000 000 de personnes. Cet organisme, bien que ne possédant aucun territoire, est reconnu par toutes les instances internationales.
- La Cité du Vatican, avec ses quarante-quatre hectares, est le plus petit État du monde. Il remplit les fonctions de support matériel des activités du Saint-Siège et de conservation de son patrimoine religieux, artistique et culturel. Le pape en est le souverain de droit absolu et divin, concentrant entre ses mains les trois pouvoirs législatif, exécutif et judiciaire. Selon les mots mêmes de Jean-Paul II, cet État existe comme garantie de l'exercice de la liberté spirituelle du Siège apostolique (autre nom du Saint-Siège), et donc comme moyen d'en assurer l'indépendance réelle et visible dans son activité de gouvernement en faveur de l'Église universelle. Plus prosaïquement, Pie XI le définissait comme « un lopin de terre bien utile au Saint-Siège »[2].

L’ambition du Saint-Siège, au début du XXe siècle, d’obtenir une reconnaissance internationale de sa souveraineté entière, se concrétise avec les accords du Latran en 1929 entre l’État italien et le Saint-Siège. Le traité définit encore à l’heure actuelle le statut international de la papauté.
Deux articles sont à cet égard essentiels :
- Art. 2 – « L’Italie reconnaît la souveraineté du Saint-Siège dans le domaine international comme un attribut inhérent à sa nature, en conformité avec sa tradition et avec les exigences de sa mission dans le monde. »
- Art. 3 – « L’Italie reconnaît au Saint-Siège, la pleine propriété, le pouvoir exclusif et absolu et la juridiction souveraine sur le Vatican comme il est actuellement constitué avec toutes ses dépendances et dotations, créant de la sorte la Cité du Vatican […]. »

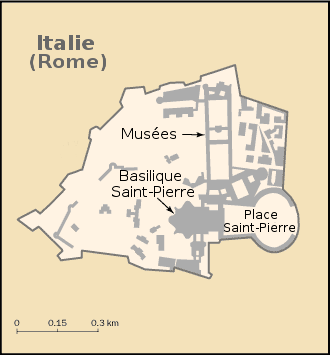
La cité du Vatican est enclavée dans Rome, en Italie.

L'État ainsi créé par le traité est d'abord un État-symbole, tant est modeste son territoire, mais aussi un État-support placé au service d’une organisation supranationale, dont la population n’a pas de nationalité mais une citoyenneté liée à l’exercice d’une fonction (les citoyens de l’État du Vatican ne perdent pas leur nationalité d’origine). Simultanément, ce texte donne au dirigeant de cette « multinationale des âmes » qu'est l'Église le rang et les prérogatives d’un chef d’État.
L'intrication étroite de l'État du Vatican avec le Saint-Siège rend cependant difficile la délimitation de la souveraineté de l'un et de l'autre. En effet, si l'État, en vertu des règles internationales, détient certaines franchises, le Saint-Siège, en vertu d'autres règles tout aussi reconnues, bénéficie de facilités connexes qui recouvrent en partie les premières.
La situation créée par le traité est finalement assez ambiguë. Une sorte d’union spécifique existe en la personne du pape, qui dispose sur le plan international à la fois d’une souveraineté spirituelle et d’une souveraineté territoriale. Ces deux souverainetés s’exercent par les mêmes organes, ceux du Saint-Siège.
Aussi, lorsque le Saint-Siège exerce une activité dans le cadre du droit international, il convient de distinguer les cas où il agit en tant qu’organe de l’Église catholique, et ceux où il est l’organe de la cité du Vatican. Par exemple, lorsqu’il signe un concordat avec un État, il s’agit évidemment des relations entre un État et l’Église catholique. Par contre, s’il signe des conventions d’ordre purement technique (Union postale universelle, Union internationale des télécommunications, etc.), il agit en tant qu’organe suprême de la Cité du Vatican. Enfin, lorsque le Saint-Siège exerce son droit de légation actif et passif (accréditer des représentants diplomatiques d’autres États et envoyer les siens — les nonces apostoliques), il agit au titre de sa double souveraineté : il s’agit d’assurer les relations entre les États d’une part et le chef suprême de l’Église catholique et la cité du Vatican d’autre part.
La souveraineté d’ordre territorial est cependant marginale. Dans la plupart des cas, c'est la souveraineté spirituelle qui est exercée, donc relevant du Saint-Siège. Les diplomates du Saint-Siège sont en effet avant tout les représentants de l’Église catholique, et l’aspect territorial n’est qu’un symbole et la garantie d’un libre fonctionnement de l’Église.
Ainsi les accords de Latran donnent de façon unique une dimension étatique à une confession religieuse lui permettant d’agir directement sur la scène internationale. Dans les débats de juristes, il est en effet ressorti que c’est bien en tant que puissance spirituelle, et non en raison de son pouvoir temporel, que le Saint-Siège est intégré dans les relations internationales.
La papauté est une véritable institution internationale qui joue un rôle à la fois spirituel et temporel dont la légitimité est un avantageux héritage historique. Par l'indépendance que lui assure son assise territoriale vaticane, le Saint-Siège a pu développer une diplomatie particulièrement active, tant par ses efforts de médiation dans différents conflits que par ses relations avec d’autres états ou organisations internationales.

### Structures et relais diplomatiques

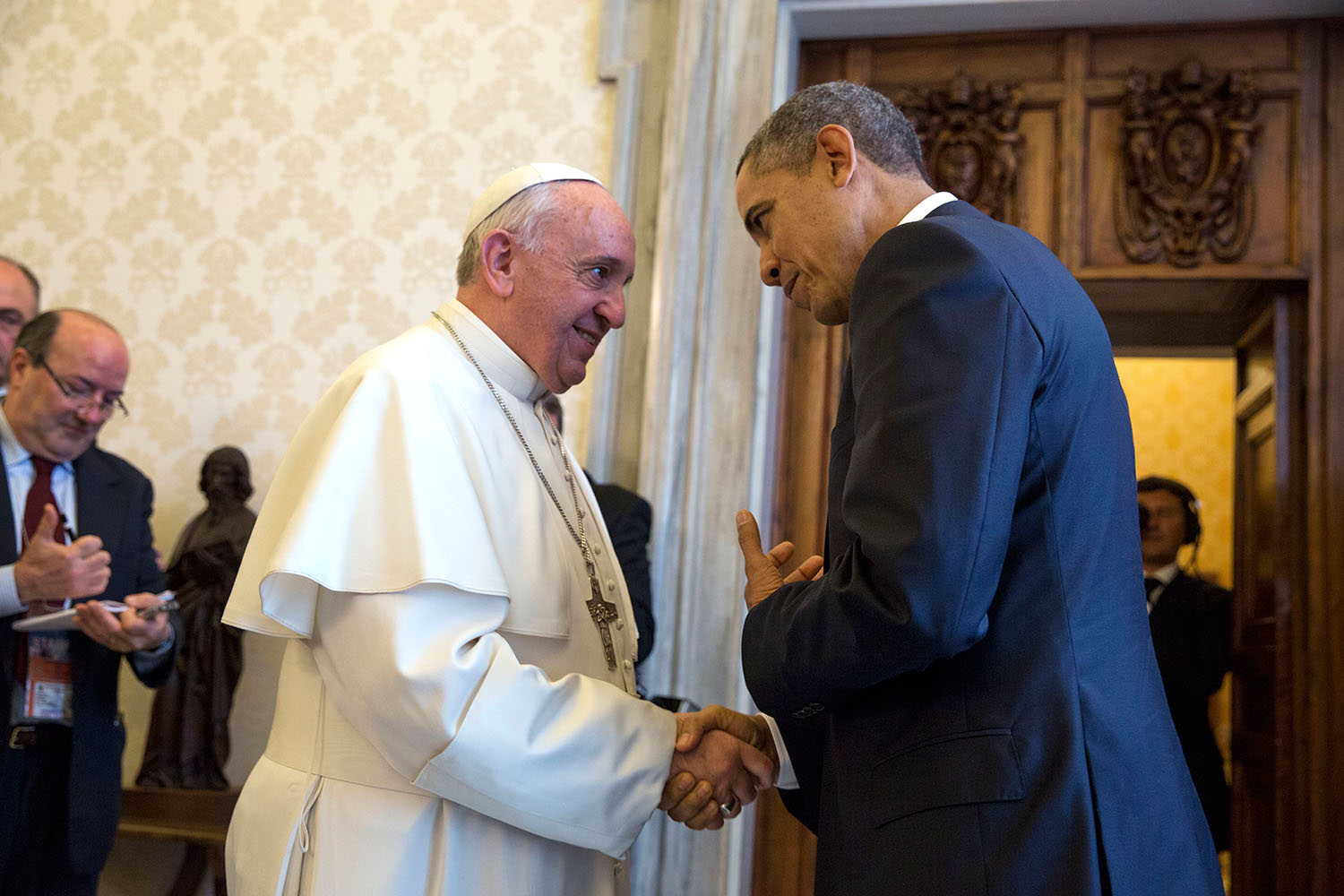
Le pape François reçoit le président des États-Unis, Barack Obama le 27 mars 2014.

Le Siège apostolique est l’autorité suprême dans l’Église. Son titulaire est le pape. Il est entouré d’un véritable gouvernement, la Curie. De par son statut particulier, c’est donc le Saint-Siège qui assume les relations diplomatiques et non l’État du Vatican. Cette diplomatie passe par une organisation institutionnelle importante. Au sommet de la curie romaine se trouve la secrétairerie d’État, dirigée par le cardinal secrétaire d'État. Celui-ci, sous l’autorité du Saint-Père, fait figure de chef de gouvernement et dirige aussi l’édifice diplomatique. Le secrétaire d'État est tellement influent que certains papes, comme Pie XII durant les « temps difficiles » du fascisme, préférèrent en occuper eux-mêmes la charge.
Les agents de la diplomatie pontificale sont des prélats de toute nationalité formés à l’Académie pontificale ecclésiastique, l’école de la diplomatie vaticane, ainsi que de nonces et des laïques qui interviennent au nom du Saint-Père.
Le réseau diplomatique du Saint-Siège couvre quasiment l’ensemble de la planète. Le Saint-Siège se montre en effet désireux d’établir des relations avec tous les États, quel que soit leur régime politique ou la conviction religieuse de leurs citoyens. En 2018 le Saint-Siège entretient des relations avec 183 États. Il faut ajouter à ces 183 États l'Union européenne et l'ordre de Malte, ce qui porte le total à 185.
Sans même aborder l’influence du Saint-Siège par le biais des Églises à travers le monde, on peut distinguer plusieurs courroies de transmission de la puissance de celui-ci.
Le Saint-Siège est membre de la « famille des Nations unies » (c’est-à-dire l’ONU et les institutions spécialisées qui lui sont rattachées : FAO, UNESCO, AIEA, OIT, UNHCR, OMS, etc.).
Il faut rappeler que c’est bien le Saint-Siège, c’est-à-dire une autorité spirituelle, et non la Cité du Vatican qui est représenté. Cette qualité d’autorité spirituelle est-elle compatible avec une présence très large dans les organisations internationales ? En fait au statut de membre d’une organisation internationale, le Saint-Siège préfère généralement celui d’observateur permanent. Il n’a pas le droit de vote, mais peut assister à toutes les réunions, consulter la documentation s’y référant, faire circuler des mémoires et même être invité à prendre la parole, toutes possibilités qui sont adaptées au but poursuivi par l’Église catholique d’apporter aux débats une dimension spirituelle et morale. C’est donc une position d’insertion dans les relations internationales, tout en étant désengagé et avec le recul nécessaire.

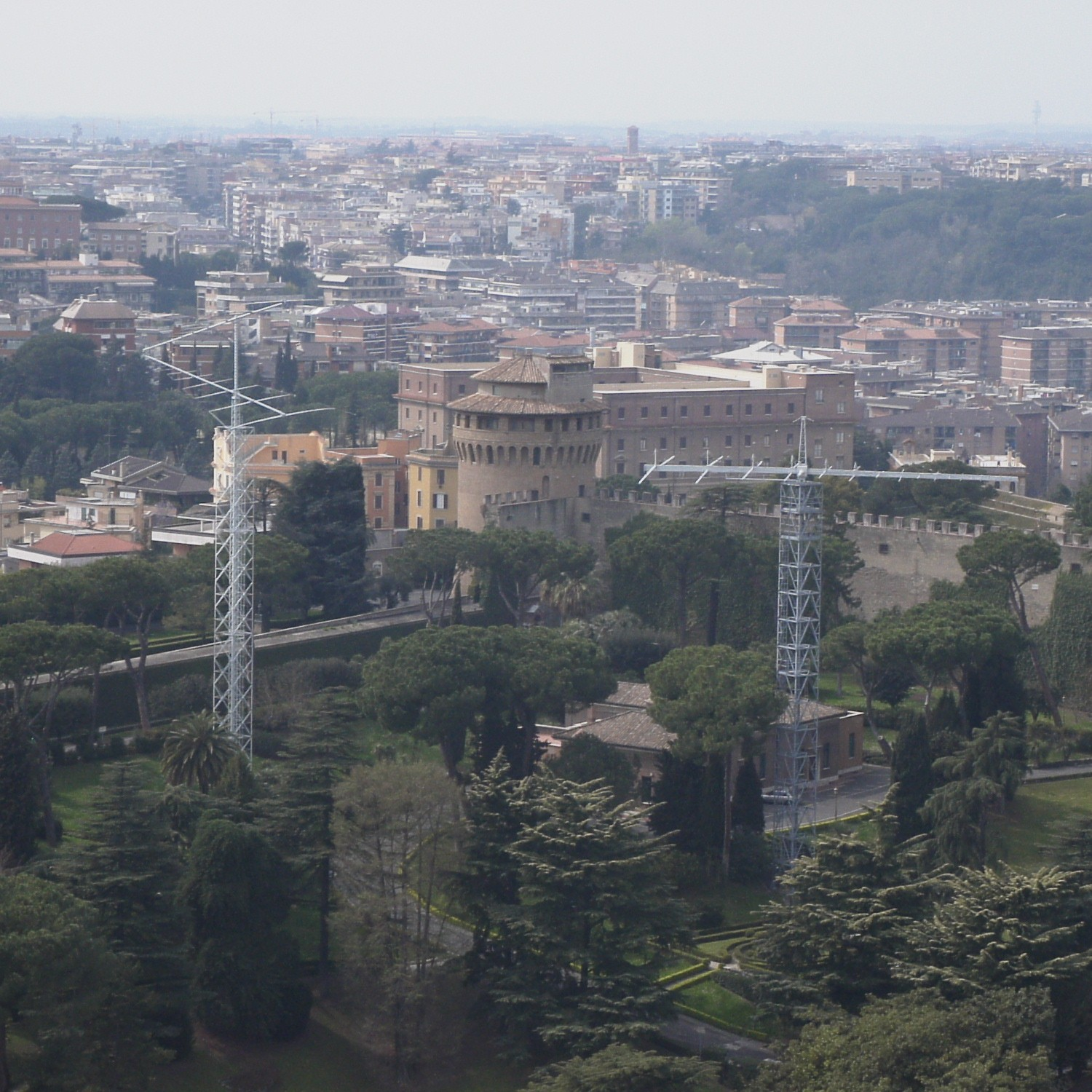
Les antennes de Radio Vatican vues depuis la basilique Saint-Pierre.

Le Saint-Siège a une véritable capacité d’influence grâce à Radio Vatican, qui couvre le monde entier en quarante langues différentes (de l'arabe à l'espéranto), avec des programmes religieux, mais aussi culturels et musicaux. Peu écoutée dans les pays de tradition catholique, elle établit et maintien des contacts précieux avec les petites communautés chrétiennes isolées.
Il existe aussi les organisations internationales catholiques (OIC), associations composées de clercs et de laïcs, qui couvrent les domaines d’activité les plus divers, notamment des organisations à caractère humanitaire et caritatif ou bien des groupements sociaux et professionnels. Grâce à ce réseau, le Saint-Siège dispose d’un instrument précieux pour agir tant au plan des organisations intergouvernementales qu’au plan des diverses activités internationales qui ne relèvent pas forcément d’une institution déterminée. Les OIC servent à la fois de témoins et de vecteurs d’influence catholique auprès de milieux comme celui de la communication ou de pôles de réflexion sur les problèmes de la paix ou du développement. Elles pourront prendre parfois des positions plus « politiques » (contre la guerre du Viêt Nam, contre la torture des prisonniers politiques au Brésil...) alors que le Saint-Siège est astreint à plus de prudence.
« Le pape, combien de divisions ? », aurait répondu Staline en 1945 à Winston Churchill qui lui demandait de respecter les libertés religieuses dans l'Europe centrale que l'Armée Rouge occupait.

### Relations multilatérales
Le Saint-Siège bénéficie du statut d'État membre dans 11 organisations internationales intergouvernementales.
| Nom                                                                                         | Sigle    | Siège     | Date d'adhésion |
| ------------------------------------------------------------------------------------------- | -------- | --------- | --------------- |
| Agence internationale de l'énergie atomique                                                 | AEIA     | Vienne    | 1957            |
| Comité international de médecine militaire                                                  | CIMM     | Bruxelles | 1949            |
| Conférence des Nations unies sur le commerce et le développement                            | CNUCED   | Genève    |                 |
| Haut Commissariat des Nations unies pour les réfugiés                                       | HCR      | Genève    |                 |
| Institut international pour l'unification du droit privé                                    | UNIDROIT | Rome      | 1945            |
| Organisation internationale des institutions supérieures de contrôle des finances publiques | INTOSAI  | Vienne    |                 |
| Organisation pour l'interdiction des armes chimiques                                        | OIAC     | La Haye   | 1999            |
| Organisation internationale pour les migrations                                             | OIM      | Genève    | 2011            |
| Organisation mondiale de la propriété intellectuelle                                        | OMPI     | Genève    | 1975            |
| Organisation pour la sécurité et la coopération en Europe                                   | OSCE     | Vienne    | 1975            |
| Organisation du traité d'interdiction complète des essais nucléaires                        | OTICEN   | Vienne    | 2001            |

De plus, le Saint-Siège participe à de nombreux organes des Nations unies avec le statut d'État observateur.
| Nom                                                                       | Sigle       | Siège    | Début de la participation |
| ------------------------------------------------------------------------- | ----------- | -------- | ------------------------- |
| Organisation des Nations unies                                            | ONU         | New York | 1964                      |
| Office des Nations unies à Genève                                         | ONUG        | Genève   |                           |
| Office des Nations unies à Vienne                                         | ONUV        | Vienne   |                           |
| Organisation des Nations unies pour l'alimentation et l'agriculture       | FAO         | Rome     |                           |
| Fonds international de développement agricole                             | FIDA        | Rome     |                           |
| Organisation internationale du travail                                    | OIT         | Genève   |                           |
| Organisation météorologique mondiale                                      | OMM         | Genève   |                           |
| Organisation mondiale de la santé                                         | OMS         | Genève   |                           |
| Organisation mondiale du tourisme                                         | OMT         | Madrid   | 1975                      |
| Organisation des Nations unies pour le développement industriel           | ONUDI       | Vienne   |                           |
| Programme alimentaire mondial                                             | PAM         | Rome     |                           |
| Programme des Nations unies pour le développement                         | PNUD        | New York |                           |
| Programme des Nations unies pour l'environnement                          | PNUE        | Nairobi  |                           |
| Programme des Nations unies pour les établissements humains               | ONU-Habitat | Nairobi  |                           |
| Organisation des Nations unies pour l'éducation, la science et la culture | UNESCO      | Paris    |                           |

Par ailleurs, le Saint-Siège participe aussi comme État observateur à d'autres organisations internationales comme la Commission internationale de l'état civil (CIEC) (Strasbourg), l'Organisation mondiale du commerce (OMC) (Genève), l'Union latine (UL) (Paris) ou à des organisations régionales : Conseil de l'Europe (Strasbourg), Organisation des États américains (OEA) (Washington), Union africaine (UA) (Addis-Abeba)[réf. nécessaire].
Par Enfin, l'État de la Cité du Vatican (à titre civil, et non le Saint-Siège à titre diplomatique) est également État membre d'organisations internationales : Interpol (Lyon), Union internationale des télécommunications (UIT) (Genève), Union postale universelle (UPU) (Berne).

## Options et politiques internationales
Paradoxalement, les accords de Latran, en ne lui laissant qu’une attache territoriale symbolique, a ouvert l’Église catholique aux problèmes mondiaux, qui sont sa vocation fondamentale. Elle va pouvoir se libérer de ses préoccupations temporelles, car elle a été longtemps détournée des vrais problèmes qui sont les siens, pour défendre un État (les États pontificaux) qui n’est qu’un moyen. Elle peut enfin opérer un ressourcement nécessaire aux défis qui l’attendent (modernité, etc.) et exercer pleinement un pouvoir indirect sans limite de frontières géographiques. C’est autour de ce pouvoir indirect, ce « temporalisme rénové », susceptible de s’exercer en tous lieux et en tous domaines, que vont se préciser les contours d’une politique chrétienne.

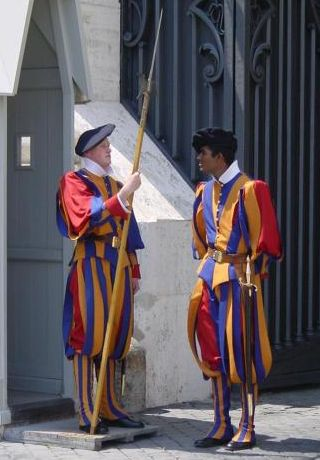
Des gardes suisses à Rome.

La diplomatie du Saint-Siège est présente sur la scène internationale depuis mille six cents ans. Jean-Paul II s'est inscrit dans cette continuité en amplifiant cette présence. D'abord par ses voyages, qui sont très nombreux et rassemblent des foules immenses mais aussi par le nombre d'audiences accordées au Vatican à de nombreux chefs d'État et personnalités politiques. Par ailleurs, l'accroissement des représentations diplomatiques se traduit à la fois par le nombre de pays entretenant des relations avec le Saint-Siège et par celui des nonciatures (183 des 193 États membres de l'ONU aujourd'hui contre 84 sur 148 en 1978). Si l'établissement de relations avec Israël en 1994 est l'aboutissement de longues négociations, celles avec la Chine et le Viêt Nam restent à normaliser.
On pourrait distinguer l’action de l’Église motivée par la protection des chrétiens, notamment catholiques, et celle destinée à promouvoir ses valeurs : justice, paix et droits de l’homme. Trois faces d’un même combat pour le Saint-Siège, qui ne dispose que d’un territoire symbolique et de la plus petite armée du monde : les gardes suisses. Le Verbe est ainsi le vecteur privilégié de son influence dans les relations internationales.

### Protection des intérêts des catholiques et des chrétiens en général
Un des meilleurs exemples de la défense des intérêts catholiques, qui en l’occurrence se confondaient avec la lutte contre une puissance adhérant à une idéologie athée, est l’Ostpolitik.
Déployée sous l'impulsion de Jean XXIII puis de Paul VI, cette diplomatie réaliste du Saint-Siège impliquait de nouer des contacts avec un système communiste qui était apparemment fait pour durer. Devenu pape, Jean-Paul II n'a pas bouleversé ce choix, mais a poursuivi la résistance spirituelle menée quand il était archevêque de Cracovie. Le face-à-face qui l'oppose pendant une dizaine d'années au pouvoir communiste est rythmé par ses voyages successifs en Pologne, comme autant de catalyseurs de la crise et de son évolution. En 1981, il reçoit chaleureusement Lech Wałęsa au Vatican. La résistance du pays, encadrée par l'Église et soutenue par le Pape fait échouer pour la première fois une entreprise de normalisation communiste. En 1989, celui qui est encore à la tête de l'Union soviétique, Mikhaïl Gorbatchev, est reçu au Vatican, deux ans avant que ne disparaisse l’Union soviétique. On considère aujourd’hui que la politique menée par le Vatican a sans doute accéléré la déliquescence (une tentative d'assassinat sans doute organisée par le KGB a d’ailleurs blessé le Pape le 13 mai 1981) du régime soviétique de façon substantielle.
Plus tard, avec la dislocation de la Yougoslavie, la ligne de fracture historique entre orthodoxes et catholiques qui traverse les Balkans place la diplomatie vaticane dans une situation difficile. En 1992, le Saint-Siège reconnaît l'indépendance de la Croatie et de la Slovénie, les deux États de tradition catholique de l'ex-Yougoslavie, illustrant une fois de plus la défense des catholiques organisée par le Vatican.
Les nonces ont ainsi une vision planétaire, ils ne protègent pas un territoire, une nation, des intérêts militaires ou stratégiques, mais la liberté de l’Église à exercer sa mission religieuse.
Mais depuis plus d’un siècle, l’action de l’Église se veut également en faveur de la paix, du développement et du respect des droits de l'homme.
Dans les faits, les deux logiques se recouvrent souvent. L’accord entre le Saint-Siège et Israël l’illustre : il s’agissait à la fois de la protection des chrétiens, notamment des pèlerins, ainsi que le libre accès aux lieux de pèlerinage, mais aussi de la paix et la sécurité des peuples déchirés par la guerre en général.
Cette promotion des valeurs de l’Église a pris une valeur prépondérante dans la diplomatie vaticane et se doit d’être évoquée plus longuement.

### Promotion des valeurs de l’Église

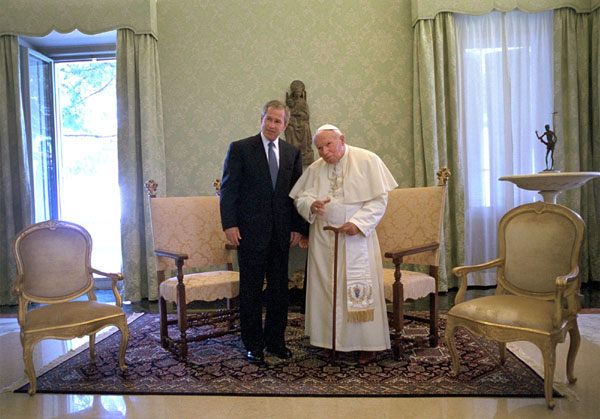
Jean-Paul II rencontre George W. Bush en 2001.

L’activité diplomatique du Saint-Siège surtout depuis le pontificat de Jean-Paul II, veut défendre des causes justes, indépendantes de toute nationalité ou religion. Le Saint-Siège se propose moins de résoudre lui-même des problèmes en suspens que d’aider la communauté des hommes à construire un monde plus juste et plus fraternel. Or l’Église veut propager son message au monde entier. Certes d’abord aux fidèles, mais le Saint-Siège entretient maintenant des relations avec tous les gouvernements qui le souhaitent, sans distinction de croyance ni d’idéologie. L’Église s’adresse aussi par-dessus les gouvernements et des États. Et il est impossible de contrôler les discours du pape une fois celui-ci invité (Cuba, etc.).
La diplomatie du Saint-Siège a été marquée par les voyages de Jean-Paul II. Ces visites ont-elles directement influencé le cours de l'histoire dans ces États ? Il est difficile de généraliser des situations diverses. Aux Philippines, où Jean-Paul II s'est rendu en 1981, la campagne de résistance passive menée par le cardinal Jaime Sin contre Marcos a poussé à l'exil le dictateur en 1986. À Cuba, en 1998, le pape a clairement réaffirmé son opposition à l'embargo imposé depuis trente-cinq ans par les États-Unis. Que ce soit pour Cuba, mais aussi pour l'Irak ou la Serbie, le Vatican a toujours critiqué les mesures de rétorsion dont les populations sont les premières victimes et qui n'ont pas d'effets politiques rapides.
On peut lire par ailleurs la politique menée par Jean-Paul II par rapport aux droits de l'homme et face aux conflits, le pape dénonçant la course aux armements ou encore prônant le droit d'intervention humanitaire. Les drames de l'Afrique (Rwanda, Soudan) ont été dénoncés avec vigueur. Quant au Proche-Orient, le pape a tenté d'aider à la recherche de solutions : il a reçu à plusieurs reprises les responsables politiques israéliens et palestiniens (Arafat, Peres), tandis que le Saint-Siège a plaidé à propos de Jérusalem et de ses lieux saints pour un « statut spécial internationalement garanti ».
Les messages adressés par Jean-Paul II à l'occasion de visites - de la tribune de l'ONU, de l'UNESCO ou encore du Parlement européen - ont eu un retentissement réel. Quant aux délégations du Saint-Siège aux conférences internationales, elles ne sont pas restées sans effet, on l'a constaté notamment lors des conférences sur la population et le développement au Caire en 1994 et à Pékin en 1995 sur les femmes où ont été exposées ses positions, notamment sur l’avortement.. Soucieuse que l'Homme, y compris dans sa dimension spirituelle, soit toujours pris en considération, l'Église estime que sa voix doit être entendue là où de grandes options modèlent les formes de vie sociale et de coopération économique et culturelle.
Le Vatican joue également souvent les bons offices pour trouver des règlements pacifiques aux situations conflictuelles, dans une optique très chrétienne de défense de la paix dans le monde. Il y eut ainsi intervention au plus haut niveau de Jean XXIII dans la crise des missiles de Cuba en 1962. De même, le Vatican est parvenu à désamorcer le conflit entre le Chili et l’Argentine à propos du canal de Beagle en 1985.
Plus proche de nous, au cours de la crise internationale précédent l’invasion de l’Irak, le Vatican a joué un rôle qui rappelle celui joué pendant la crise des missiles de Cuba, lorsqu'il se fit le médiateur entre le Kremlin et la Maison Blanche. Le vice-Premier ministre irakien, Tarek Aziz, a rencontré le pape Jean-Paul II à Rome et, peu après, l'envoyé spécial du pape eut une longue entrevue avec Saddam Hussein à Bagdad. La diplomatie du Saint Siège était coordonnée avec l'initiative de la France, de l'Allemagne, de la Russie et de la Chine aux Nations unies. Le pape a en effet été le premier à être mis au courant de la proposition franco-allemande, lors de sa rencontre avec le ministre allemand des Affaires étrangères. Sur le front adverse, l'ambassadeur américain au Vatican, Jim Nicholson, invita à Rome Michael Novak, un théologien néo-conservateur américain, afin qu'il démontre que la doctrine de « guerre préventive » est cohérente avec la doctrine traditionnelle de guerre juste de l'Église. Et Novak fut reçu en audience par le secrétaire d'État.
De façon générale, le Saint-Siège est en faveur d’une organisation stable et permanente des rapports internationaux, grâce à un réseau d’institutions habilitées à prévenir et à traiter les conflits. Il utilise pour cela cette magistrature d’influence qui fait toute sa puissance. Un des objectifs du Saint-Siège a toujours été qu’il existe une communauté des nations, d’où son acharnement à défendre le droit international et la charte de l’ONU.
Bien sûr, le face-à-face avec les États oblige à des équilibres précaires et délicats. Où s’arrête la pression morale et commence l’immixtion dans les affaires intérieures de l’État, quand les autorités religieuses locales, sans être désavouées par le Saint-Siège, réclament un changement de régime par la voie démocratique en Corée, Haïti ou aux Philippines ? La prudence évidemment est de mise…
Mais c’est bien une vision totale du monde que l’Église propose, qu’elle s’emploie à promouvoir grâce à son exceptionnelle autorité spirituelle et morale.

### Protection de l'environnement
Le Vatican s'implique dans la protection de l'environnement et soutient l'émergence d'une conscience écologique. Ainsi, Benoît XVI, à l'occasion de la journée mondiale de la paix du 1er janvier 2007, s'est exprimé en ces termes : « Face à la dégradation de l'environnement, l'humanité réalise qu'elle ne peut plus continuer à user des ressources de la Terre comme par le passé. C'est ainsi que se forme une conscience écologique qui doit être encouragée de façon à développer des projets et des initiatives concrètes ».
Récemment, le Vatican a affiché sa volonté d'être le premier des États d'Europe à remplir l'objectif, fixé par l'Union européenne, consistant à consacrer aux énergies renouvelables une part de 20 % de sa consommation totale. Pour ce faire, il va équiper le toit du bâtiment Paul-VI de panneaux photo-voltaïques sur une surface de 5 000 m² et envisage l'installation du procédé dit du solar cooling (ou refroidissement solaire) dans son réfectoire (Le Monde du 4 septembre 2008).

### Promotion de la paix
L'élection du pape François, début 2013, a donné lieu a un « retour de la diplomatie vaticane ». Le nouveau souverain pontife a en effet pris plusieurs positions en faveur de la paix, que ce soit lors de la guerre civile syrienne, où il a écrit au président du G20 Vladimir Poutine, ou en mai 2014, lorsqu'il a invité les présidents israélien et palestinien à prier ensemble au Vatican, dans un contexte de tension en ce qui concerne la résolution du conflit territorial au Proche-Orient.

## Langue
Le français est usité pour la diplomatie du Saint-Siège, le Vatican étant enregistré comme État francophone auprès des organisations internationales.

## Quelques événements récents

### Pontificat de Paul VI
- 4 octobre 1965 : discours du pape Paul VI devant l'assemblée générale de l'ONU à New York pour le 20e anniversaire de l'Organisation. Le Saint-Siège exprime ainsi solennellement sa confiance en cette institution[9]. Le pape Paul VI s'exclame alors : « Jamais plus la guerre ! »[10].

- 16 novembre 1970 : discours du pape Paul VI à l'occasion du 25e anniversaire de la FAO, où il déclare[11] :

« Mais la mise en œuvre de ces possibilités techniques à un rythme accéléré ne va pas sans retentir dangereusement sur l’équilibre de notre milieu naturel, et la détérioration progressive de ce qu’il est convenu d’appeler l’environnement risque, sous l’effet des retombées de la civilisation industrielle, de conduire à une véritable catastrophe écologique. Déjà nous voyons se vicier l’air que nous respirons, se dégrader l’eau que nous buvons, se polluer les rivières, les lacs, voire les océans, jusqu’à faire craindre une véritable « mort biologique » dans un avenir rapproché, si des mesures énergiques ne sont sans retard courageusement adoptées et sévèrement mises en œuvre. »

### Pontificat de Jean-Paul II

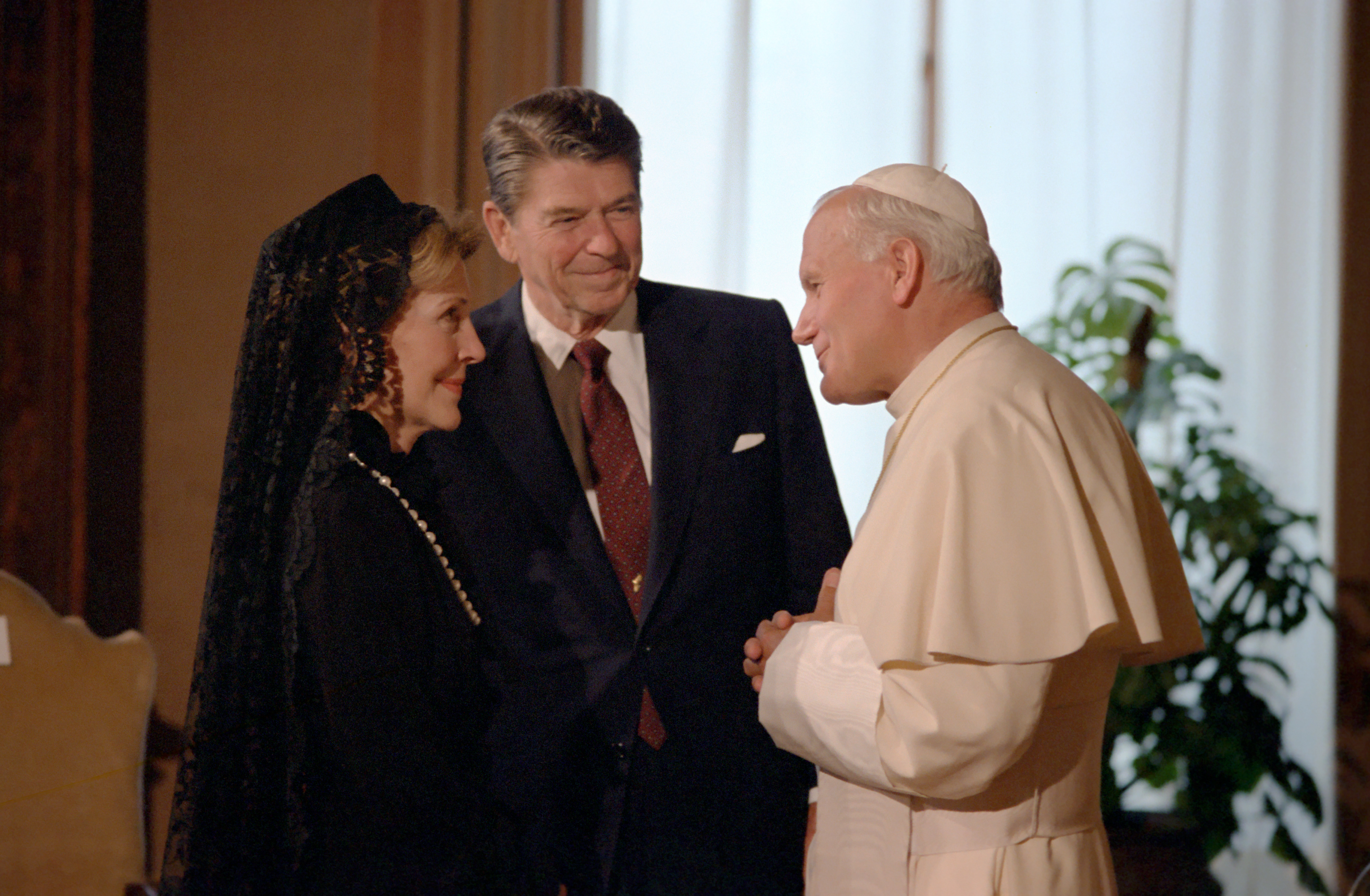
Le pape Jean-Paul II reçoit le président des États-Unis Ronald Reagan le 7 juin 1982.

- 1979 : Médiation entre l’Argentine et le Chili à propos du Canal de Beagle.
- 2 octobre 1979 : Discours du pape Jean-Paul II devant l'assemblée générale de l'ONU à New York[12].
- 2 juin 1980 : Discours du pape Jean-Paul II devant le conseil exécutif de l'UNESCO à Paris. Le pape Jean-Paul II déclare notamment : « C'est en pensant à toutes les cultures que je veux dire à haute voix ici, à Paris, au siège de l'UNESCO, avec respect et admiration : "Voici l'homme !" »[13].
- 15 janvier 1981 : Audience à une délégation de Solidarność.
- 1982 : médiation lors de la guerre des Malouines entre l’Argentine et le Royaume-Uni.
- 1982, 1984, 1989, 1997 : Interventions pour la paix en Moyen-Orient et au Liban
- 10 janvier 1984 : Établissement de relations diplomatiques entre le Saint-Siège et les États-Unis.
- 13 janvier 1987 : Le président polonais, le général Jaruzelski est reçu en audience par le pape Jean-Paul II.
- 11 octobre 1988 : Discours du pape Jean-Paul II devant le Parlement européen à Strasbourg[14].
- 1er décembre 1989 : Mikhaïl Gorbatchev, secrétaire général du Parti communiste de l'Union soviétique est reçu en audience par le pape Jean-Paul II. C'est la première et dernière visite du numéro un du PCUS au Vatican.
- 15 janvier 1991 : Lettres à George Bush père et Saddam Hussein.
- 5 février 1991 : Le président polonais Lech Wałęsa est reçu en audience par le pape Jean-Paul II.
- 15 juin 1994 : Établissement de relations diplomatiques complètes entre le Saint-Siège et Israël.
- 1994-1995 : Intervention pour la paix dans les Balkans.
- 5 octobre 1995 : Discours du pape Jean-Paul II devant l'assemblée générale de l'ONU à New York pour le 50e anniversaire de l'Organisation[15].
- 21 janvier - 26 janvier 1998 : Voyage apostolique du pape Jean-Paul II à Cuba. Devant le président cubain Fidel Castro, le pape déclare : « Puisse Cuba s'ouvrir, avec toutes ses magnifiques possibilités, au monde et puisse le monde s'ouvrir à Cuba »[16].
- 15 février 2000 : Signature d'un accord entre le Saint-Siège et l'OLP.
- 2003 : Prise de position ferme contre l’intervention américaine en Irak.

### Pontificat de Benoît XVI

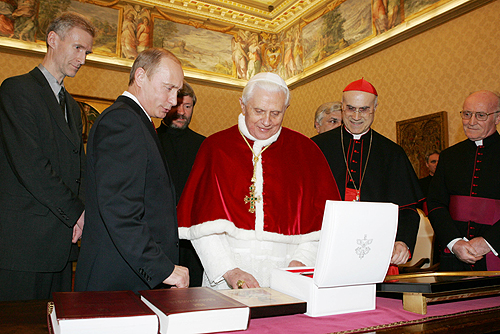
Le pape Benoît XVI reçoit le président russe Vladimir Poutine le 13 mars 2007.

- 18 avril 2008 : Discours du pape Benoît XVI devant l'assemblée générale de l'ONU à New York[17].
- 9 décembre 2009 : Établissement de relations diplomatiques complètes entre le Saint-Siège et la Russie.

### Pontificat de François
- 4 septembre 2013 : Lettre du pape François au président russe Vladimir Poutine, en tant que président du G20, avant le sommet de Saint-Pétersbourg[18].
- 7 septembre 2013 : Journée de jeûne et de prière pour la paix en Syrie, au Moyen-Orient et dans le monde entier décrétée par le pape François contre une intervention militaire occidentale en Syrie.
- 8 juin 2014 : Invocation pour la paix dans les jardins du Vatican réunissant autour du pape François, le président d'Israël, Shimon Peres et le président de Palestine, Mahmoud Abbas[19].
- 9 août 2014 : Lettre du pape François au Secrétaire général des Nations unies Ban Ki-moon pour exprimer sa préoccupation face à la situation des chrétiens d'Irak[20].
- 17 décembre 2014 : Le rôle de médiateur du pape François dans le rapprochement entre les États-Unis et Cuba est souligné par le président américain Barack Obama et le dirigeant cubain Raúl Castro dans leurs discours adressés à leurs nations respectives.
- 19 mars 2016 : Conclusion d'un accord visant à l'établissement de relations diplomatiques complètes entre le Saint-Siège et la Mauritanie avec la création d'une ambassade près le Saint-Siège, et d'une nonciature apostolique en Mauritanie (en)[21].
- 7 septembre 2016 : Le Saint-Siège et la République centrafricaine signent un accord-cadre[22].
- 3 février 2017 : Le Saint-Siège et la République du Congo signent un accord-cadre[23].
- 4 mai 2017 : Conclusion d'un accord visant à l'établissement de relations diplomatiques complètes entre le Saint-Siège et la Birmanie avec la création d'une ambassade près le Saint-Siège, et d'une nonciature apostolique en Birmanie[24].